# Low-Code-Plattform
Der Begriff Low-Code-Plattform (auch Low-Code-Entwicklungsplattform) bezeichnet eine Entwicklungsumgebung für Software, die die Entwicklung mit visuellen Applikationsdesign-Werkzeugen und anderen grafischen Modellierungsverfahren ermöglicht, anstatt klassische textbasierte Programmiersprachen zu verwenden. Dadurch soll die Entwicklungs- und Bereitstellungszeit für Software verringert werden. Low-Code-Plattformen sollen außerdem die Kosten für Projektplanung, Mitarbeitertraining, Qualitätssicherung, Wartung und die eigentliche Entwicklung senken.
Low-Code-Entwicklungsplattformen haben ähnliche Charakteristika wie die konzeptuell ähnlichen No-Code-Plattformen. Die Begriffe werden in Wissenschaft und Praxis teilweise synonym verwendet.

## Entstehung
Low-Code-Plattformen können als Nachfolger von Programmiersprachen der vierten Generation und Rapid-Application-Development-Werkzeugen betrachtet werden.
Der Begriff „Low-Code“ für diese spezielle Art der Anwendungsentwicklung wurde am 9. Juni 2014 vom Branchenanalysten Forrester Research geprägt.

## Anwendung
Üblicherweise wird eine Low-Code-Entwicklung, genau wie bei herkömmlicher Programmierung per Hand, in einer integrierten Entwicklungsumgebung vorgenommen. Anders als in herkömmlichen Programmierumgebungen kommen anstelle individuellen Programmcodes häufig vorgefertigte Standardsoftwaremodule zum Einsatz. Über intelligente Metadaten werden diese so verknüpft, dass das gewünschte Programmverhalten entsteht. Die Anwendung wird aus Modulen für folgende Bereiche zusammengesetzt:
- Ein Datenmodell, in dem die Daten der Anwendung gespeichert werden, z. B. mittels einer relationalen Datenbank.
- Externe Daten: In die Anwendung können Ressourcen von Drittanbietern z. B. über REST-APIs  integriert werden.
- Eine Anwendungslogik, die die Arbeitsabläufe der Applikation realisiert.
- Eine Benutzerschnittstelle (i. d. R. ein GUI) für den Front-End-Bereich für den Endnutzer. Diese Oberflächen können plattformübergreifend erstellt werden – auch als Webanwendungen, für Android, iOS und Windows.

## Merkmale
Laut Forrester Research gibt es vier wichtige Merkmale jeder Low-Code-Entwicklungsplattform:
Modellgetriebene Entwicklung
Low-Code-Plattformen bieten intuitivere Möglichkeiten für die Erstellung von Anwendungen als herkömmliche Programmierung. Die modellgetriebene Entwicklung verwendet visuelle Modelle für die Definition von Datenmodellen, Geschäftslogik, Benutzeroberflächen usw. Dieser Ansatz ermöglicht Power-Usern oder Anwendungsentwicklern die visuelle Modellierung von komplexen Full-Stack-Web- und mobilen Anwendungen.
Wiederverwendbarkeit
Low-Code-Entwicklungsplattformen stellen sofort einsatzbereite Vorlagen, Widgets, Plug-ins und Komponenten zur Verfügung, die immer wieder verwendet werden können.
Unternehmen können in ihre Low-Code-Plattformen auch einen privaten App Store integrieren, mit dessen Hilfe unternehmensspezifische „Intellectual Property“ zur Wiederverwendung an Entwicklungsteams verteilt werden kann.
In beiden Szenarien wird das Erstellen von Apps eher zu einem visuellen Zusammensetzen der notwendigen Bausteine.
Support über reine Entwicklungsphase hinaus
In der Regel sind die meisten Low-Code-Plattformen so konzipiert, dass sie den gesamten Lebenszyklus von Anwendungen unterstützen können: von der Gestaltung, über die Bereitstellung und Wartung, hin zu einer eventuellen Wiederaufnahme oder Fortsetzung von Projekten. Darin bestünde ein Time-to-Market-Vorteil, der eine nahtlose Möglichkeit bietet, Anwendungen entlang des Lebenszyklus zu verschieben, insbesondere im Hinblick auf deren Bereitstellung.
Cloud-basierte Bereitstellung
Einige Low-Code-Entwicklungsplattformen bieten die Flexibilität, Anwendungen sowohl in der präferierten Cloud wie auch vor Ort („on-premises“) bereitzustellen.

## Markt
Das hohe Kundeninteresse an Low-Code-Entwicklungsplattformen hat zu einer dynamischen Marktlandschaft geführt.
Dieses Wachstum wird durch die zunehmende Wertschätzung von Low-Code-Plattformen als Werkzeuge für die Entwicklung neuer Technologien und bereits vorhandener Technologien in Großunternehmen begünstigt.
Low-Code-Automation zeichnet sich dadurch aus, dass mit APIs (englisch: Application Programming Interface, deutsch: Anwendungs-Programmier-Schnittstelle) bestehende SaaS (Software as a Service) angebunden werden können. Nutzer können somit auf bestehende Systeme aufsetzen und gewohnte App-Frontend-Anwendungen miteinander verbinden.
Low-Code-App-Development hingegen bezeichnet das Erstellen eines Frontends und der damit verbundenen Backendlogik. Diese könnte jedoch durch iPaaS (Hat zwei Bedeutungen: Integration Platform as a Service oder Integration and Governance PaaS) nachgebildet werden, um die Komplexität von Low-Code-App-Development abzusenken.
Beim Low-Code-Prototyping realisiert man nur zentrale Funktionen und GUIs, es entsteht i. d. R. keine marktreife Anwendung.
Das Marktforschungsinstitut Forrester geht davon aus, dass bis zum Jahresende IBM und SAP auch auf dem Plattformmarkt vertreten sein werden. Auch Dell, Microsoft und Oracle haben ihre Portfolios im Bereich von Low-Code-Plattformen erweitert (Stand Juli 2017).

## Rezeption
Das Forschungsunternehmen Forrester schätzte im Januar 2021, dass der Gesamtmarkt für Low-Code-Plattformen bis 2022 auf 21,2 Milliarden US-Dollar wachsen wird. Das IT-Analystenunternehmen Gartner geht davon aus, dass bis 2024 65 % aller Aktivitäten zur Umsetzung von Software auf das Konto von Low-Code Plattformen gehen wird.
Forrester geht des Weiteren davon aus, dass Low-Code-Plattformen eine Schlüsselrolle bei der künftigen weiteren Digitalisierung vieler Geschäftsprozesse spielen werden.

## Kritik
Einige IT-Experten bezweifeln, dass Low-Code-Entwicklungsplattformen dafür geeignet sind, skalierbare und unternehmenskritische Applikationen zu entwickeln.  Andere bezweifeln die in Aussicht gestellten Kosteneinsparungen und Vereinfachungen bei der Entwicklung. Bedenken äußern zudem CIOs, dass die Einführung von Low-Code-Entwicklungsplattformen zu einem Anstieg von nicht unterstützten Anwendungen im Bereich der Schatten-IT führen könnte.